# Phare de Love Point

Le phare de Love Point (en anglais : Love Point Light) était un phare offshore de type screw-pile lighthouse situé au nord de Kent Island, en baie de Chesapeake dans le Comté de Queen Anne, Maryland. Il a été remplacé, en 1964, par une balise automatique au sommet d'une tourelle métallique sur l'ancienne plateforme.

## Historique
La pression locale pour construire un feu sur ce site a été notée dès 1837, mais une appropriation en 1857 était insuffisante, et ce n'est qu'en 1872 qu'un feu a été construit, en utilisant le même plan que le phare de Choptank River. Comme pour de nombreuses structures sur pilotis, il y a eu plusieurs heurts de banquise et plusieurs pieux ayant été endommagés lors de son premier hiver. Il a de nouveau été menacé en 1879, mais a échappé à d'autres dommages. Il a été automatisé en 1953 et la maison a été enlevée en 1964.
Il a été remplacé par une balise automatique et une petite cloche de brouillard sur l'ancienne fondation.

## Description
Le phare actuel  est un mât métallique de 9,5 m de haut, avec une balise automatique. Il émet, à une hauteur focale de 10,5 m, un éclat blanc par période de 6 secondes. Sa portée n'est pas connue. Il possède aussi un feu à secteurs rouges couvrant les hauts-fonds voisins.

Identifiant : ARLHS : USA-455 ; USCG : 2-8340 ; Admiralty : J2318 .

### Lien connexe
- Liste des phares du Maryland